# خط ۲ متروی تهران
خط ۲ مترو تهران نخستین و قدیمی‌ترین خط درون‌شهری و دومین خط ساخته شده مجموعه شرکت بهره برداری راه آهن شهری تهران و حومه با ۲۸ ایستگاه (۲۲ ایستگاه فعال) در ۲۴٫۶ کیلومتر است. این خط از ایستگاه مترو فرهنگسرا واقع در محله جوادیه تهرانپارس تقاطع خیابان درختی و خیابان جشنواره و روبروی فرهنگسرای اشراق آغاز شده و تا ایستگاه مترو صادقیه واقع در ضلع جنوب غربی فلکه دوم صادقیه در خیابان سازمان آب و پایانه اتوبوسرانی مترو صادقیه امتداد دارد.
این خط در ایستگاه مترو امام حسین (ع) با خط ۶، در ایستگاه مترو دروازه شمیران با خط ۴، در ایستگاه مترو امام خمینی با خط ۱، در ایستگاه مترو شهید نواب صفوی با خط ۷، در ایستگاه مترو شادمان با خط ۴ تقاطع داشته و در نهایت در انتهای خط به صورت تبادلی در ایستگاه مترو صادقیه به خط ۵ یا همان خط مترو تهران-کرج-هشتگرد متصل می‌شود.

## گسترش خط
طرح توسعه خط ۲ از ایستگاه فرهنگسرا ابتدا تا پایانه جدید شرق و سپس تا شهر جدید پردیس توسعه می یابد.

## ایستگاه‌ها
| شماره | کد ایستگاه | نام ایستگاه        | تقاطع با مترو | تقاطع با بی‌آرتی | آدرس                                                         | شروع به‌کار |
| ----- | ---------- | ------------------ | ------------- | --------------- | ------------------------------------------------------------ | ---------- |
| ۱     |            | پردیس              |               |                 |                                                              |            |
| ۲     |            | خرمدشت             |               |                 |                                                              |            |
| ۳     |            | جاجرود             |               |                 |                                                              |            |
| ۴     | Z2-3       | شهید یاسینی        |               |                 | بزرگراه یاسینی غرب به شرق، کیلومتر ۱۳                        |            |
| ۵     | Z2-2       | پردیس مسافری شرق   |               |                 | بزرگراه یاسینی، تقاطع بزرگراه زین‌الدین، نبش پایانه جدید شرق  |            |
| ۶     |            | شهید بابائیان      |               |                 | مابین خیابان دماوند و بزرگراه زین‌الدین، بلوار بابائیان جنوبی |            |
| ۷     | Z2-1       | فرهنگسرا           |               |                 | بلوار جشنواره، روبه‌روی فرهنگسرای اشراق                       | ۱۳۸۹       |
| ۸     | Z2         | تهرانپارس          |               |                 | بزرگراه رسالت، تقاطع خیابان اخوت                             | ۱۳۸۷       |
| ۹     | Y2         | شهید باقری         |               |                 | تقاطع بزرگراه‌های باقری و رسالت                               | ۱۳۸۷       |
| ۱۰    | X2         | دانشگاه علم و صنعت |               | BRT 3 و BRT 5   | بزرگراه رسالت، چهارراه دردشت                                 | ۱۳۸۴       |
| ۱۱    | V2         | سرسبز              | ۸ 8 و ۹ 9     | BRT 3 و BRT 5   | چهارراه سرسبز                                                | ۱۳۸۴       |
| ۱۲    | U2         | جانبازان           |               |                 | خیابان مدنی، بالاتر از خیابان جانبازان                       | ۱۳۸۵       |
| ۱۳    | T2         | فدک                |               |                 | خیابان مدنی، تقاطع خیابان بزرگیان                            | ۱۳۸۵       |
| ۱۴    | S2         | سبلان              |               |                 | خیابان مدنی، چهارراه نظام آباد                               | ۱۳۸۵       |
| ۱۵    | R2         | شهید مدنی          |               |                 | خیابان مدنی، روبه‌روی مجتمع تیراژه                            | ۱۳۸۴       |
| ۱۶    | Q2         | امام حسین          |               | BRT 1           | تقاطع خیابان‌های مدنی و انقلاب                                | ۱۳۸۵       |
| ۱۷    | P2         | دروازه شمیران      |               |                 | میدان ابن سینا                                               | ۱۳۸۵       |
| ۱۸    | O2         | بهارستان           |               |                 | خیابان بهارستان، روبروی مجلس                                 | ۱۳۸۲       |
| ۱۹    | N2         | ملت                |               |                 | تقاطع خیابان‌های ملت و اکباتان                                | ۱۳۸۲       |
| ۲۰    | M2         | امام خمینی         |               |                 | میدان امام خمینی                                             | ۱۳۷۸       |
| ۲۱    | L2         | حسن‌آباد            |               |                 | میدان حسن‌آباد                                                | ۱۳۷۸       |
| ۲۲    | K2         | دانشگاه امام علی   |               |                 | خیابان امام خمینی، جنب دانشگاه افسری امام علی                | ۱۳۷۹       |
| ۲۳    | J2         | میدان حر           |               |                 | خیابان پاستور، میدان دانشگاه جنگ                             | ۱۳۷۸       |
| ۲۴    | I2         | شهید نواب صفوی     |               | BRT 4           | تقاطع بزرگراه نواب صفوی و خیابان آذربایجان                   | ۱۳۷۸       |
| ۲۵    | H2         | شادمان             |               | BRT 1           | تقاطع خیابان‌های آزادی، بهبودی و آذربایجان                    | ۱۳۷۸       |
| ۲۶    | G2         | دانشگاه شریف       | ۸ 8           |                 | بلوار تیموری، نبش خیابان صالحی                               | ۱۳۷۸       |
| ۲۷    | F2         | طرشت               |               |                 | تقاطع بلوارهای چوب‌تراش و گلاب                                | ۱۳۷۸       |
| ۲۸    | E2         | صادقیه             |               | BRT 10          | بزرگراه جناح، خیابان سازمان آب                               | ۱۳۷۸       |